# Wiedemannia apicalis
Wiedemannia apicalis är en tvåvingeart som beskrevs av Sinclair 1998. Wiedemannia apicalis ingår i släktet Wiedemannia och familjen dansflugor. Inga underarter finns listade i Catalogue of Life.